# Crocidosema lantana
Crocidosema lantana là một loài bướm đêm thuộc họ Tortricidae. Nó là loài bản địa của México và miền nam Hoa Kỳ, nhưng đã được du nhập vào Hawaii năm 1902, Úc năm 1914 và các quần đảo Caroline năm 1948 và 1949 để hỗ trợ trong việc kiểm soát cỏ dại Lantana. Các thức ăn ấu trùng là quả và đầu hoa cây Bignonia chrysantha và cành cây thầu củaLantanaloài. Nó cũng có nguồn cấp dữ liệu trong gốc của vải và trong các cành cây bị đầu cuối của Tecoma stans.
Ấu trùng trưởng thành dài 6 mm.